# Tránsito vehicular

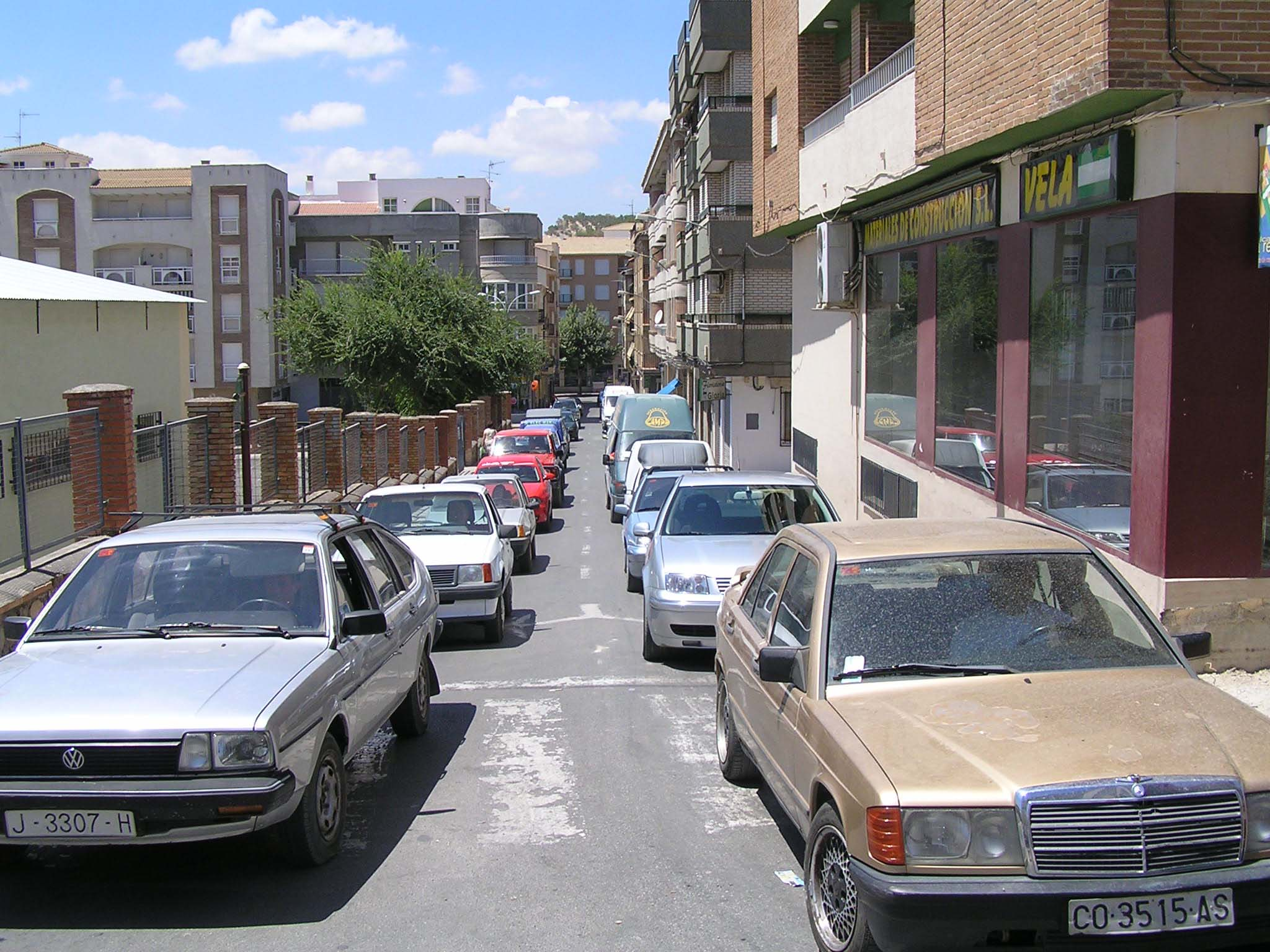
Ejemplo de tránsito congestionado en Alcalá la Real (Jaén, España).

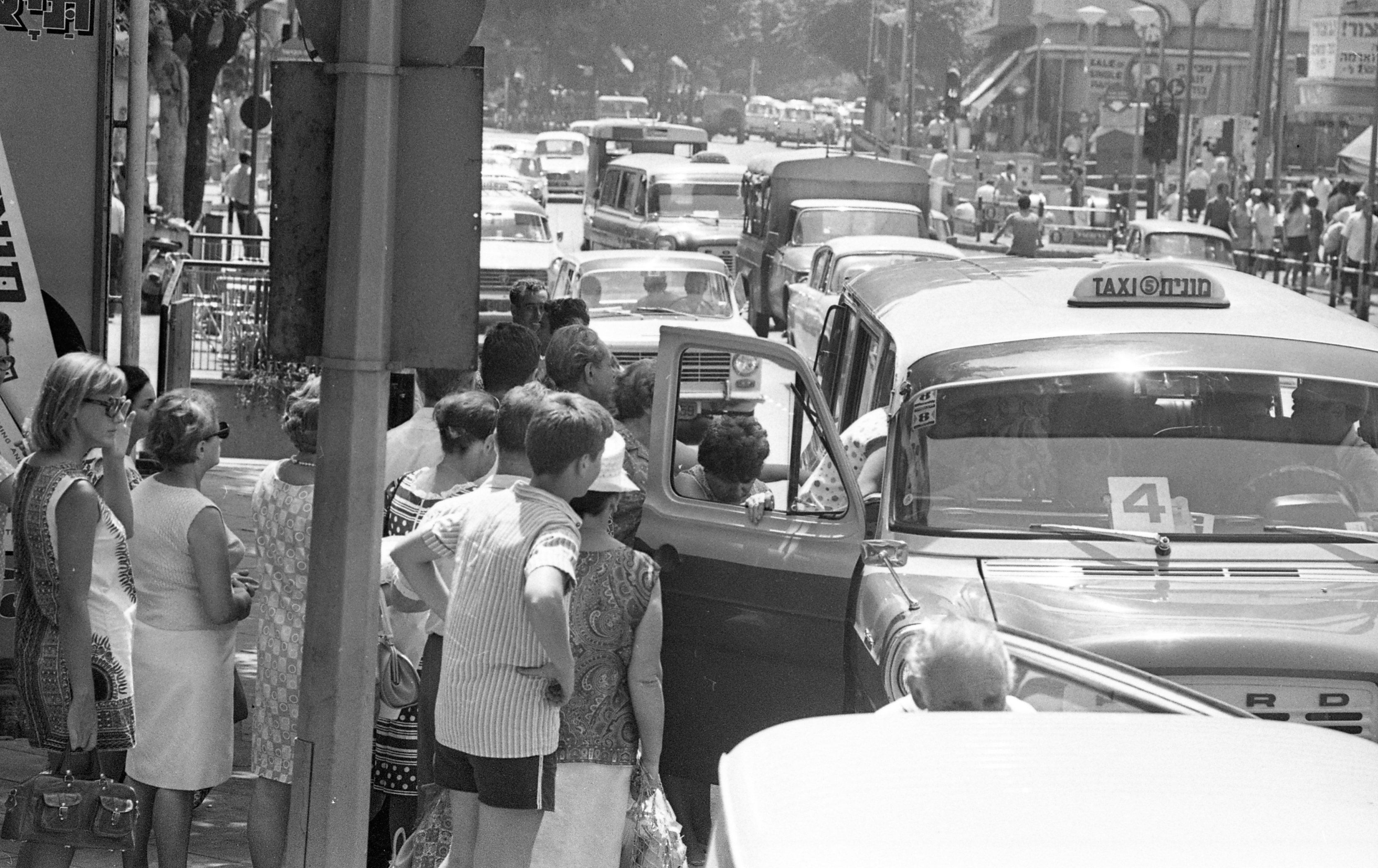
Tránsito congestionado en Israel 1969

El tránsito vehicular o tránsito automovilístico (también llamado tráfico vehicular o, simplemente, tráfico) es el fenómeno causado por el flujo de vehículos en una vía, calle o autopista. Se presenta también con muchas similitudes en otros fenómenos como el flujo de partículas (líquidos, gases o sólidos) y el de peatones.

## Terminología
La diferenciación que se hace, en inglés, entre las palabras tránsito y tráfico corresponde: la primera (transita), a lo que en español puede llamarse “transportarse”, mientras que la segunda (trafica) es aproximadamente igual a tránsito vehicular. En español, suele utilizarse tránsito para describir el flujo de elementos con movilidad (pasar de un lugar a otro por una vía) y tráfico a los elementos transportados por otro medio (también se refiere a comerciar, negociar con el dinero y las mercancías o a hacer negocios no lícitos).

## Modelación del flujo
Hay muchas aproximaciones matemáticas que intentan modelar el flujo de tránsito vehicular en términos de alguna de sus características. Todas ellas responden con cierto grado de apego a la realidad, midiendo alguna o algunas características del flujo vehicular.
- Los modelos macroscópicos se enfocan en captar las relaciones globales del flujo de tránsito, tales como velocidad de los vehículos, flujo vehicular y densidad de tránsito. Por su naturaleza, son modelos continuos, que hacen uso extensivo de ecuaciones diferenciales. Incluye a los modelos de gases cinéticos y los hidrodinámicos. Dirk Helbing, M. Treiber y L. A. Pipes son algunos de los investigadores de mayor renombre en esta área. Dentro de los modelos macroscópicos existen modelos puramente empíricos, denominados modelos de capacidad y nivel de servicio, que renuncian al planteamiento preciso de ecuaciones diferenciales y se limitan a establecer relaciones empíricas entre las principales variables bajo control del diseñador.
- Los modelos microscópicos se enfocan en la descripción del comportamiento del flujo del tráfico vehicular describiendo las entidades discretas individuales y atómicas que interactúan unas con otras (en este caso cada vehículo individual). Son modelos por lo general discretos. Incluye los modelos de carro siguiente y los modelos con autómatas celulares (de los cuales los más importantes son los modelos Nagel-Schreckenberg y Fukui-Ishibashi). Kai Nagel, Michael Schreckenberg, M. Bando, P. G. Gipps, M. Fukui y Y. Ishibashi son algunos de los mayores investigadores en esta área.
- Los modelos mesoscópicos (cinéticos) definen una función que expresa la probabilidad de que un vehículo a determinada velocidad se encuentre en cierto tiempo en determinada posición. Utilizan por lo general métodos de la mecánica estadística.

## Tráfico organizado

### Prioridad de paso (derecho de paso)
Los vehículos a menudo entran en conflicto con otros vehículos y peatones porque sus rutas previstas de viaje se cruzan y, por lo tanto, interfieren con las rutas de los demás. El principio general que establece quién tiene derecho a pasar primero se llama "derecho de paso", o "prioridad" . Establece quién tiene derecho a utilizar el tramo conflictivo de la vía y quién debe esperar a que el otro lo haga.

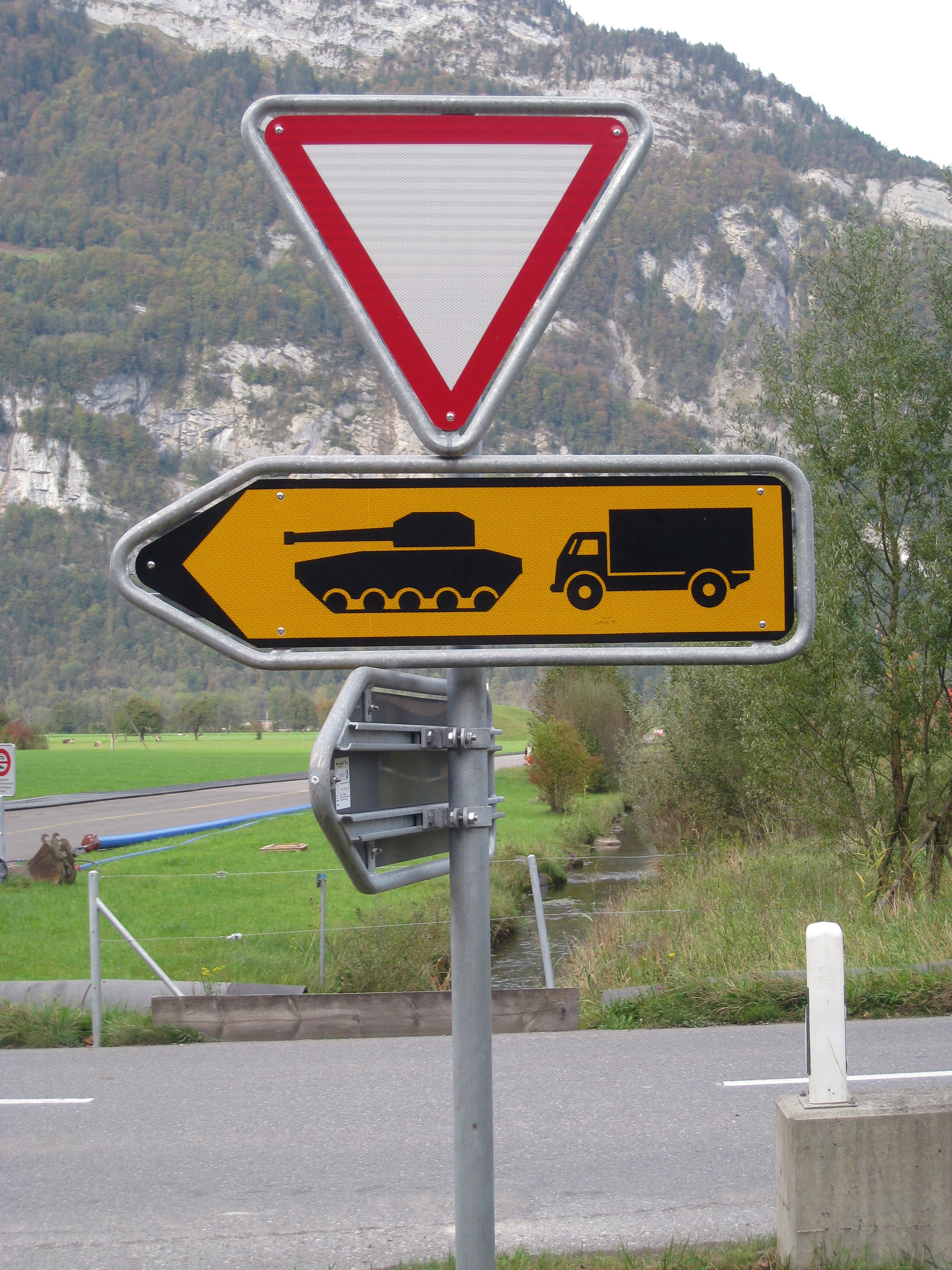
Ceda el paso en Suiza. Dirección obligatoria del tráfico militar.

Los letreros, señales, marcas y otras características se utilizan a menudo para hacer explícita la prioridad. Algunas señales, como la señal de stop, son casi universales. Cuando no hay señales o marcas, se observan reglas diferentes según la ubicación. Estas reglas de prioridad predeterminadas difieren entre países e incluso pueden variar dentro de los países. Las tendencias hacia la uniformidad se ejemplifican a nivel internacional en el Convenio de Viena sobre señales y señales viales, que prescribe dispositivos de control de tráfico estandarizados (señales y marcas) para establecer el derecho de paso donde sea necesario.
Los cruces peatonales (o pasos de peatones) son comunes en áreas pobladas y pueden indicar que los peatones tienen prioridad sobre el tráfico vehicular. En la mayoría de las ciudades modernas, la señal de tráfico se utiliza para establecer el derecho de paso en las carreteras concurridas. Su objetivo principal es dar a cada camino una duración de tiempo en la que su tráfico puede usar la intersección de manera organizada. Los intervalos de tiempo asignados para cada vía pueden ajustarse para tener en cuenta factores como la diferencia en el volumen de tráfico, las necesidades de los peatones u otras señales de tráfico. Los pasos de peatones pueden estar ubicados cerca de otros dispositivos de control de tráfico; si no están también regulados de alguna manera, los vehículos deben darles prioridad cuando estén en uso. El tráfico en una vía pública suele tener prioridad sobre otros tráficos como el tráfico que sale de un acceso privado; Los cruces ferroviarios y los puentes levadizos son excepciones típicas.

#### Tráfico descontrolado
El tráfico descontrolado viene en ausencia de marcas de carriles y señales de control de tráfico. En caminos sin carriles marcados, los conductores tienden a mantenerse en el lado apropiado si el camino es lo suficientemente ancho. Con frecuencia, los conductores adelantan a otros. Las obstrucciones son
comunes.
Las intersecciones no tienen semáforos ni señalización, y una calle en particular en una intersección muy concurrida puede ser dominante, es decir, su tráfico fluye, hasta que se produce una interrupción en el tráfico, momento en el que el dominio cambia a la otra calle donde los vehículos están en cola. En la intersección de dos caminos perpendiculares, puede producirse un embotellamiento si cuatro vehículos se enfrentan de lado.

### Giros
Los conductores a menudo tratan de girar hacia otra carretera o hacia propiedad privada. Las señales de giro parpadeantes del vehículo (comúnmente conocidas como "intermitentes" o "indicadores") se utilizan a menudo como una forma de anunciar la intención de girar, alertando así a otros conductores. El uso real de las señales direccionales varía mucho entre países, aunque su propósito es indicar la intención del conductor de apartarse del flujo de tráfico actual (y natural) mucho antes de que se ejecute la salida (normalmente 3 segundos como guía).

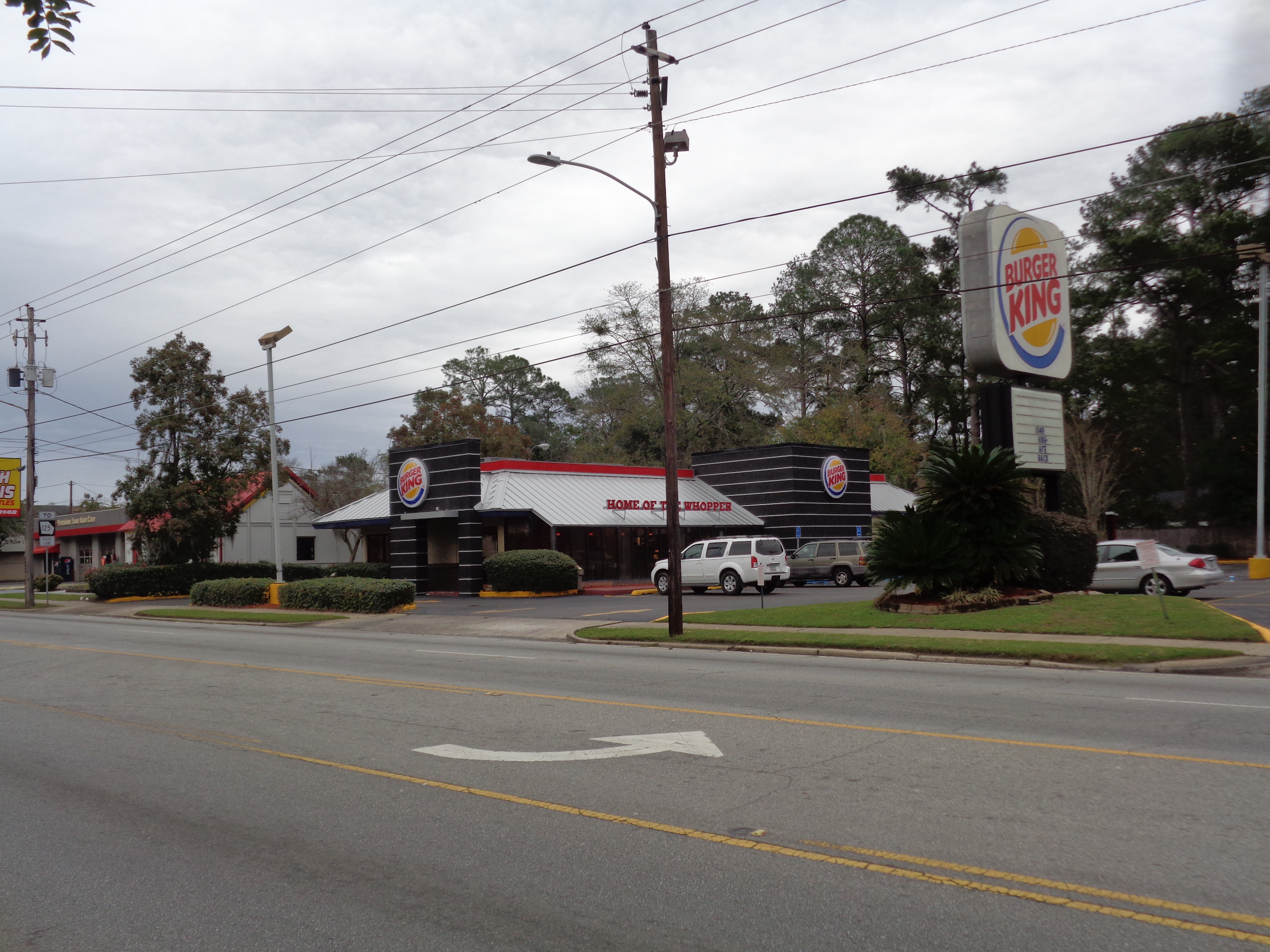
Carril de giro central en una carretera de Georgia

Por lo general, esto significa que el tráfico que gira debe detenerse y esperar a que gire una brecha, y esto puede causar inconvenientes para los conductores que los siguen pero no quieren girar. Esta es la razón por la que a veces se proporcionan carriles exclusivos y semáforos protegidos para girar. En las intersecciones más concurridas donde un carril protegido sería ineficaz o no se puede construir, es posible que se prohíba por completo girar y los conductores deberán "conducir alrededor de la cuadra" para realizar el giro. Muchas ciudades emplean esta táctica con bastante frecuencia; en San Francisco, debido a su práctica común, hacer tres giros a la derecha se conoce coloquialmente como "giro a la izquierda de San Francisco". Del mismo modo, como muchas intersecciones en la ciudad de Taipéi están demasiado ocupadas para permitir giros directos a la izquierda, las señales a menudo indican a los conductores que den la vuelta a la manzana para girar.
Las reglas de giro no son de ninguna manera universales. Por ejemplo, en Nueva Zelanda (un país en el que se conduce por la izquierda) entre 1977 y 2012, el tráfico que giraba a la izquierda tenía que ceder el paso al tráfico contrario que giraba a la derecha y deseaba tomar la misma carretera (a menos que hubiera varios carriles, pero entonces hay que tener cuidado en caso de que un vehículo se salte los carriles). Nueva Zelanda abolió esta norma en particular el 25 de marzo de 2012, excepto en las rotondas o cuando se indica con una señal de ceder el paso o stop. Aunque la norma causó confusión inicial entre los conductores y muchas intersecciones requirieron o aún requieren modificaciones, se predice que el cambio eventualmente evitará una muerte y 13 lesiones graves al año.
En carreteras con múltiples carriles, generalmente se espera que el tráfico que gira se mueva al carril más cercano a la dirección en la que desea girar. Por ejemplo, el tráfico que intenta girar a la derecha generalmente se moverá al carril más a la derecha antes de la intersección. Del mismo modo, el tráfico que gira a la izquierda se moverá al carril más a la izquierda. Pueden existir excepciones a esta regla cuando, por ejemplo, la autoridad de tránsito decida que los dos carriles más a la derecha serán para girar a la derecha, en cuyo caso los conductores pueden tomar cualquiera de ellos para girar. El tráfico puede adaptarse a patrones informales que surgen de forma natural en lugar de por la fuerza de la autoridad. Por ejemplo, es común que los conductores observen (y confíen en) las señales de giro utilizadas por otros conductores para girar desde otros carriles. Si varios vehículos en el carril derecho giran a la derecha, un vehículo puede venir del carril contiguo a la derecha y girar a la derecha también, en paralelo con los otros vehículos que giran a la derecha.

#### Intersecciones

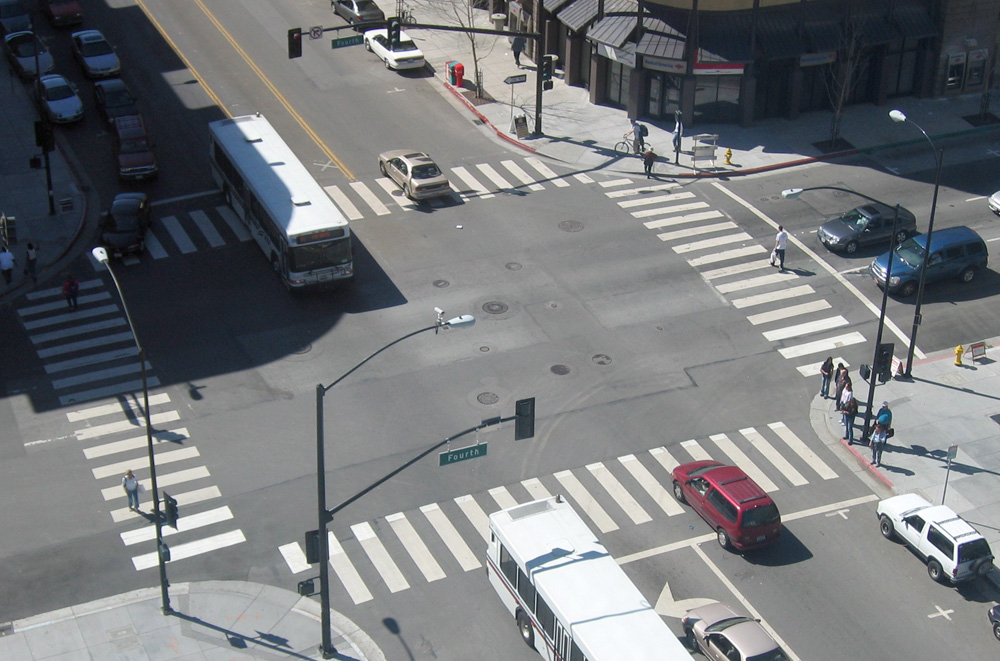
Esta intersección en San José, California tiene cruces peatonales, carriles para girar a la izquierda y semáforos.

En la mayor parte de Europa continental, la regla predeterminada es dar prioridad a la derecha, pero esto puede ser anulado por señales o marcas viales. Allí, inicialmente se dio prioridad de acuerdo con el rango social de cada viajero, pero al principio de la vida del automóvil, esta regla se consideró poco práctica y se reemplazó con la regla "priorité à droite" (prioridad a la derecha), que aún se aplica. En una rotonda donde no se anula priorité à droite, el tráfico en lo que de otro modo sería una rotonda da paso al tráfico que ingresa a la rotonda. La mayoría de las rotondas francesas ahora tienen señales de ceder el paso para el tráfico que ingresa al círculo, pero quedan algunas excepciones notables que operan con la regla anterior, como la Place de l'Étoile alrededor del Arc de Triomphe. La prioridad a la derecha cuando se usa en Europa continental puede ser anulada por una jerarquía ascendente de marcas, señales, y personas autorizadas.

Una rotonda. El tráfico circula circularmente alrededor de una isleta central después de ceder el paso al tráfico circulante. A diferencia de las rotondas, los vehículos en una rotonda tienen prioridad sobre el vehículo que ingresa, estacionarse no está permitido y los peatones generalmente tienen prohibido el acceso a la isleta central.

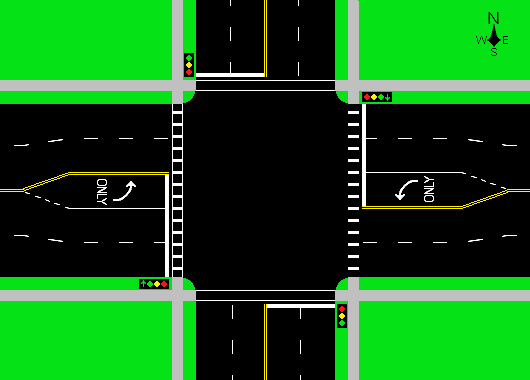
Intersección de calles de dos sentidos vistas desde arriba (flujos de tráfico en el lado derecho de la carretera). La calle este-oeste tiene carriles para girar a la izquierda en ambas direcciones, pero la calle norte-sur no tiene carriles para girar a la izquierda en esta intersección. Los semáforos de la calle este-oeste también tienen flechas verdes para girar a la izquierda para mostrar cuándo se puede girar a la izquierda sin obstáculos. Se muestran algunas marcas posibles para los cruces de peatones.

En el Reino Unido, la prioridad generalmente se indica mediante señales o marcas, por lo que casi todos los cruces entre vías públicas (excepto los regidos por semáforos) tienen un concepto de carretera principal y carretera secundaria. La norma predeterminada de ceder el paso a la derecha utilizada en Europa continental causa problemas a muchos conductores británicos e irlandeses que están acostumbrados a tener el derecho de paso por defecto a menos que se indique lo contrario. Una proporción muy pequeña de cruces de poco tráfico no está marcada, por lo general en urbanizaciones o en áreas rurales. Aquí la norma es "proceder con mucho cuidado" es decir, disminuir la velocidad del vehículo y verificar el tráfico en la carretera que se cruza.
Otros países utilizan varios métodos similares a los ejemplos anteriores para establecer el derecho de paso en las intersecciones. Por ejemplo, en la mayor parte de los Estados Unidos, la prioridad predeterminada es ceder el paso al tráfico de la derecha, pero esto suele ser anulado por dispositivos de control de tráfico u otras reglas, como la regla del boulevard. Esta regla sostiene que el tránsito que ingresa a una vía principal desde una vía o callejón más pequeño debe ceder el paso al tránsito de la vía más transitada, pero a menudo todavía se colocan letreros. La regla del bulevar se puede comparar con el concepto anterior de una carretera principal y secundaria, o las carreteras prioritarias que se pueden encontrar en los países que son parte de la Convención de Viena sobre señales viales.
Intersecciones perpendiculares
También conocida como intersección de "cuatro vías", esta intersección es la configuración más común para carreteras que se cruzan entre sí y el tipo más básico.
Si las señales de tránsito no controlan una intersección de cuatro vías, las señales u otras características generalmente se usan para controlar los movimientos y establecer prioridades claras. La disposición más común es indicar que un camino tiene prioridad sobre el otro, pero hay casos complejos en los que todo el tráfico que se aproxima a una intersección debe ceder el paso y se le puede solicitar que se detenga.
En los Estados Unidos, Sudáfrica y Canadá, hay intersecciones de cuatro vías con una señal de stop en cada entrada, llamadas paradas de cuatro vías. Una señal de stop o una luz roja intermitente es equivalente a una parada en cuatro direcciones o una parada en todas las direcciones. Las reglas especiales para las paradas de cuatro vías pueden incluir:
1. En los países que usan paradas de cuatro vías, los peatones siempre tienen prioridad en los cruces peatonales, incluso en los que no están marcados, que existen como la continuación lógica de las aceras en cada intersección con ángulos aproximadamente rectos, a menos que estén señalizados o pintados de otra manera.
2. Cualquier vehículo que se detenga primero en la línea de parada, o antes del cruce de peatones, si no hay línea de parada, tiene prioridad.
3. Si dos vehículos se detienen al mismo tiempo, se da prioridad al vehículo de la derecha.
4. Si llegan varios vehículos al mismo tiempo, puede surgir un conflicto de derecho de paso en el que ningún conductor tiene el derecho de paso legal. Esto puede dar lugar a que los conductores señalen informalmente a otros conductores para indicar su intención de ceder el paso, por ejemplo, agitando o haciendo parpadear los faros.[4]

En Europa y otros lugares, hay intersecciones similares. Estos pueden estar marcados con señales especiales (según la Convención de Viena sobre Señalización Vial), una señal de peligro con una X negra que representa una encrucijada. Este letrero informa a los conductores que la intersección no está controlada y que se aplican las normas predeterminadas. En Europa y en muchas áreas de América del Norte, las normas predeterminadas que se aplican en las intersecciones de cuatro vías no controladas son casi idénticas:
1. Las normas para los peatones difieren según el país; en los Estados Unidos y Canadá, los peatones generalmente tienen prioridad en dichas intersecciones.
2. Todos los vehículos deben dar prioridad a cualquier tráfico que se acerque por su derecha,
3. Entonces, si el vehículo gira a la derecha o continúa por la misma carretera, puede continuar.
4. Los vehículos que giran a la izquierda también deben dar prioridad al tráfico que se aproxima desde la dirección opuesta, a menos que ese tráfico también esté girando a la izquierda.
5. Si la intersección está congestionada, los vehículos deben alternar direcciones y/o circular con prioridad a la derecha, un vehículo a la vez.

#### Intersección protegida para bicicletas
Una serie de características hacen de esta intersección protegida. Una isla de refugio en esquina, un cruce de retroceso de peatones y ciclistas, generalmente entre 1,5 y 7 metros de retroceso, una barra de parada delantera, que permite a los ciclistas detenerse en un semáforo muy por delante del tráfico motorizado que debe detenerse detrás el paso de peatones Se utiliza una etapa de semáforo separada o al menos un semáforo verde avanzado para ciclistas y peatones para que los ciclistas y peatones no tengan conflictos o tengan ventaja sobre el tráfico. El diseño hace que un giro a la derecha en rojo y, a veces, a la izquierda en rojo, según la geometría de la intersección en cuestión, sea posible en muchos casos, a menudo sin detenerse.
Este tipo de intersección es común en los Países Bajos.

#### Pasos de peatones
Los peatones a menudo deben cruzar de un lado a otro de la carretera y, al hacerlo, pueden interponerse en el camino de los vehículos que circulan por la carretera. En muchos lugares se deja a los peatones que se cuiden por sí mismos, es decir, deben observar el camino y cruzar cuando ven que no hay tráfico que los amenace. Las ciudades más concurridas suelen proporcionar pasos de peatones, que son franjas de la carretera donde se espera que crucen los peatones.

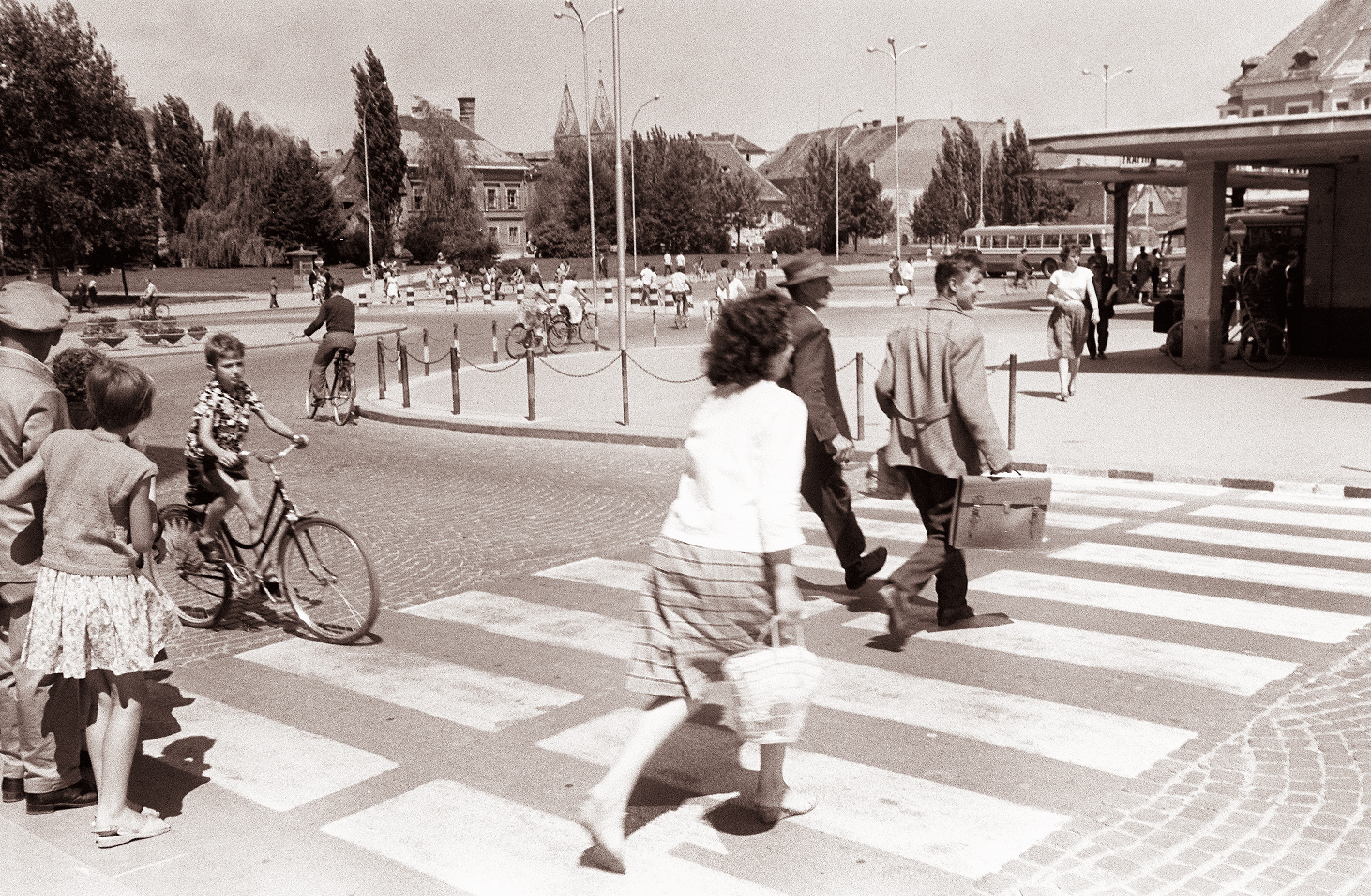
Eslovenia, 1961

La apariencia real de los cruces de peatones varía mucho, pero las dos apariencias más comunes son: (1) una serie de franjas blancas laterales o (2) dos líneas blancas longitudinales. Por lo general, se prefiere el primero, ya que se destaca más conspicuamente contra el pavimento oscuro.
Algunos pasos de peatones van acompañados de una señal de tráfico para que los vehículos se detengan a intervalos regulares para que los peatones puedan cruzar. Algunos países tienen señales peatonales "inteligentes", donde el peatón debe presionar un botón para afirmar su intención de cruzar. En algunos países, el tráfico que se aproxima es monitoreado por radar o por sensores electromagnéticos enterrados en la superficie de la carretera, y las luces del cruce de peatones se ponen en rojo si se detecta una infracción de velocidad. Esto tiene el efecto de hacer cumplir el límite de velocidad local.
Los pasos de peatones sin señales de tráfico también son comunes. En este caso, las leyes de tránsito generalmente establecen que el peatón tiene el derecho de paso al cruzar y que los vehículos deben detenerse cuando un peatón usa el cruce. Los países y las culturas de conducción varían mucho en cuanto a la medida en que esto se respeta. En el estado de Nevada, en Estados Unidos, el automóvil tiene el derecho de paso cuando la señal del cruce de peatones prohíbe específicamente el cruce de peatones. La cultura vial es un factor determinante para los comportamientos de todos los usuarios de la vía pública. Específicamente, tiene un papel principal en los choques.
Algunas jurisdicciones prohíben cruzar o usar la carretera en cualquier lugar que no sea en los cruces, lo que se denomina cruce imprudente. En otras áreas, los peatones pueden tener derecho a cruzar por donde elijan y tener derecho de paso sobre el tráfico vehicular mientras cruzan.
En la mayoría de las áreas, se considera que una intersección tiene un cruce de peatones, incluso si no está pintado, siempre que las calles se encuentren en ángulos rectos aproximados. El Reino Unido y Croacia se encuentran entre las excepciones.
Los pasos de peatones también pueden ubicarse lejos de las intersecciones.

## Normativa

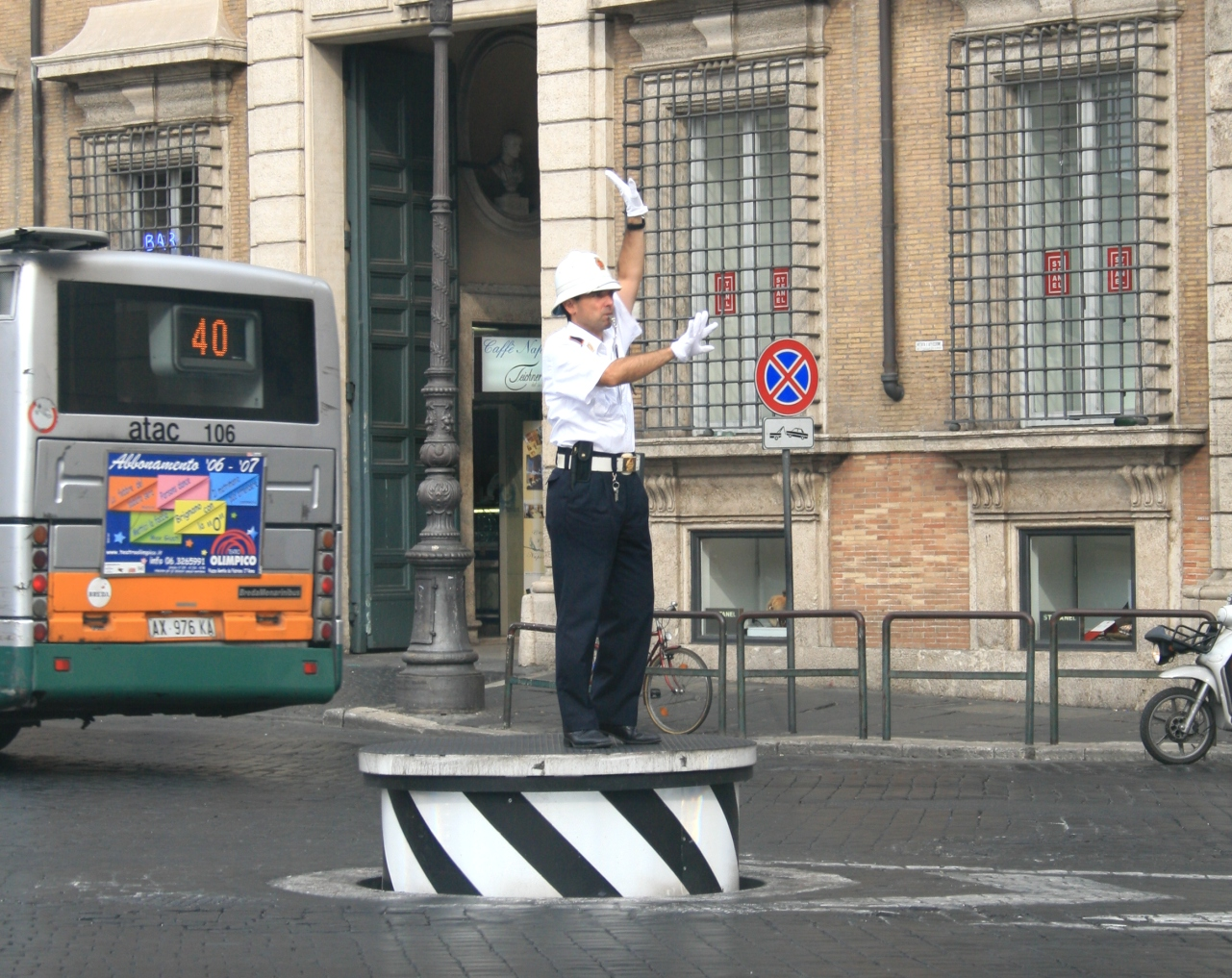
Control de tráfico en un cruce de Roma, Italia.

En España, se encuentra regulada por Real Decreto Legislativo 6/2015, 30 octubre por el que se aprueba el texto articulado de la Ley sobre Tráfico, Circulación de Vehículos a Motor y Seguridad Vial. Esta ley se ha desarrollado por el Real Decreto 1428/2003, de 21 de noviembre, por el que se aprueba el Reglamento General de Circulación. La circulación del tráfico de vehículos a motor y la seguridad vial en España están bajo el control de la Dirección General de Tráfico (DGT), que depende de la Guardia Civil.

## Ciudades con más tráfico de vehículos
Las ciudades más afectadas con el tráfico son la Ciudad de México (México), San Salvador (El Salvador), Shanghái (China), Los Ángeles (Estados Unidos), Bogotá (Colombia), Río de Janeiro (Brasil) y Madrid (España).[cita requerida]